# Вооружённые силы Бутана
Вооружённые силы Бутана состоят из Королевской Бутанской армии, Королевских телохранителей, ополчения и Королевской Бутанской полиции. Так как Бутан не имеет выхода к морю, у него нет военно-морского флота, а также у него отсутствует ВВС. 

## История
В 1910 году король новой династии заключил мир с Британской империей, признав сюзеренные отношения в обмен на полную автономию и невмешательство Англии во внутренние дела Бутана.
После предоставления независимости Индии в 1947 году королевство Бутан находится в особых договорных отношениях с Индией (оформленных в договоре от 8 августа 1949 года, по которому Бутан согласился следовать советам Индии по вопросам внешних сношений); Бутану был возвращен округ Дивангири (аннексированный англичанами в 1865 году). 
Регулярные вооруженные силы королевства Бутан были созданы в 1958 году при поддержке Индии. 1 января 1971 года правительство Бутана решило увеличить численность военнослужащих до 4850 человек за счёт набора дополнительных 600-700 новобранцев и ужесточения правил освобождения от службы.
На территории страны имеется производство холодного оружия.

## Современное состояние
Общая численность вооружённых сил Бутана составляет около 8 тыс. военнослужащих, мобилизационные резервы (мужчины в возрасте 18-49 лет) - около 150 тыс. человек.

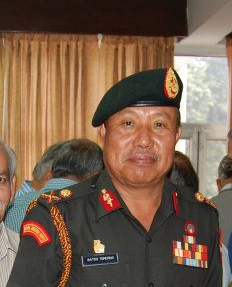
Генерал-майор Бату Тшеринг, командующий вооружёнными силами Бутана

КБА имеет небольшое авиационные подразделение, основу которых составляют семь советских транспортных вертолётов Ми-8 и один транспортный самолёт Dornier 228. За подготовку войск, снабжение и ПВО Бутана несёт ответственность Индия.
КБА полагается на помощь с воздуха Восточного авиационного командования ВВС Индии. В 2003 году во время операции «Всё чисто» вертолёты ВВС Индии помогли раненым солдатам КБА эвакуироваться в Индию для лечения.
Бутан принимает ограниченное участие в миротворческих операциях ООН (потери во всех миротворческих операциях ООН с участием страны составляют 1 военнослужащего погибшим).